# Laphria gilvus
Laphria gilvus is een vliegensoort uit de familie van de roofvliegen (Asilidae). De wetenschappelijke naam werd gepubliceerd in 1758 door Carl Linnaeus in de tiende editie van Systema naturae.